# Веберг, Чарли
Ханс Чарли Веберг (швед. Hans Charlie Weberg; род. 22 мая 1998, Швеция) — шведский футболист, защитник клуба «Хельсингборг».

## Клубная карьера
Начал заниматься футболом в трёхлетнем возрасте в клубе «Асмундторп», после чего выступал за «Биллебергу» и «Хелярп». В 12-летнем возрасте перешёл в академию «Хельсингборга», где дорос до основной команды. В 2015 году начал выступать за команду академии во втором шведском дивизионе, где за два года принял участие в 41 матче и забил два мяча. С лета 2016 года стал привлекаться к тренировкам с основной командой «Хельсингборга». Первую официальную игру в её составе провёл 18 февраля 2017 года в матче группового этапа кубка страны с «Броммапойкарной». В апреле того же года подписал с клубом первый профессиональный контракт, рассчитанный на три года. По итогам сезона 2018 года вместе с клубом выиграл Суперэттан и завоевал право выступать в Алльсвенскане. Дебютирова за клуб в чемпионате Швеции 25 апреля 2019 года в домашней игре с «Сундсваллем».
15 февраля 2020 года на правах аренды перешёл в ГАИС. На групповом этапе кубка Швеции принял участие во всех трёх матчах: с «Хеккеном», «Эстерсундом» и «Эскильсминне». Первую игру за клуб в Суперэттане провёл 16 июня против «Йёнчёпинга», появившись на поле в стартовом составе. В общей сложности за время аренды Веберг принял участие в 32 матчах, в которых забил один мяч.
По окончании аренды вернулся в «Хельсингборг», по итогам предыдущего сезона покинувший высший дивизион. За год Веберг вместе с командой вернулся в Алльсвенскан, заняв третье место в турнирной таблице и обыграв в стыковых матчах «Хальмстад».

## Карьера в сборной
В июне 2017 года был вызван главным тренером Класом Эрикссоном в состав юношеской сборной Швеции на чемпионат Европы в Грузии. Шведы на турнире провели три встречи на групповом этапе и заняли в группе последнее место. Веберг участия в матчах не принимал. За сборную дебютировал 4 октября в товарищеской игре с Данией, выйдя на поле на 80-й минуте вместо Александра Яллова.

## Достижения
Хельсингборг:
- Победитель Суперэттана: 2018

## Клубная статистика
| Выступление            | Выступление      | Выступление      | Лига | Лига | Кубки | Кубки | Конт. кубки | Конт. кубки | Разное | Разное | Итого | Итого |
| Клуб                   | Лига             | Сезон            | Игры | Голы | Игры  | Голы  | Игры        | Голы        | Игры   | Голы   | Игры  | Голы  |
| ---------------------- | ---------------- | ---------------- | ---- | ---- | ----- | ----- | ----------- | ----------- | ------ | ------ | ----- | ----- |
| Академия Хельсингборга | Дивизион 2       | 2015             | 15   | 0    | 0     | 0     | 0           | 0           | 0      | 0      | 15    | 0     |
| Академия Хельсингборга | Дивизион 2       | 2016             | 26   | 2    | 0     | 0     | 0           | 0           | 0      | 0      | 26    | 2     |
| Академия Хельсингборга | Итого            | Итого            | 41   | 2    | 0     | 0     | 0           | 0           | 0      | 0      | 41    | 2     |
| Хельсингборг           | Суперэттан       | 2017             | 19   | 0    | 4     | 0     | 0           | 0           | 0      | 0      | 23    | 0     |
| Хельсингборг           | Суперэттан       | 2018             | 22   | 1    | 0     | 0     | 0           | 0           | 0      | 0      | 22    | 1     |
| Хельсингборг           | Алльсвенскан     | 2019             | 10   | 0    | 1     | 1     | 0           | 0           | 0      | 0      | 11    | 1     |
| Хельсингборг           | Суперэттан       | 2021             | 29   | 3    | 4     | 0     | 0           | 0           | 2      | 0      | 35    | 3     |
| Хельсингборг           | Алльсвенскан     | 2022             | 10   | 1    | 0     | 0     | 0           | 0           | 0      | 0      | 10    | 1     |
| Хельсингборг           | Итого            | Итого            | 90   | 5    | 9     | 1     | 0           | 0           | 2      | 0      | 101   | 6     |
| → ГАИС                 | Суперэттан       | 2020             | 29   | 1    | 3     | 0     | 0           | 0           | 0      | 0      | 32    | 1     |
| → ГАИС                 | Итого            | Итого            | 29   | 1    | 3     | 0     | 0           | 0           | 0      | 0      | 32    | 1     |
| Всего за карьеру       | Всего за карьеру | Всего за карьеру | 160  | 8    | 12    | 1     | 0           | 0           | 2      | 0      | 174   | 9     |